# 980 (číslo)
Devět set osmdesát je přirozené číslo. Římskými číslicemi se zapisuje CMLXXX a řeckými číslicemi ϡπ´. Následuje po čísle devět set sedmdesát devět a předchází číslu devět set osmdesát jedna.

## Matematika
980 je:
- Abundantní číslo
- Složené číslo
- Nešťastné číslo

## Astronomie
- (980) Anacostia je planetka hlavního pásu, kterou objevil v roce 1921 George Henry Peters
- NGC 980 je čočková galaxie v souhvězdí Andromedy

## Roky
- 980
- 980 př. n. l.